# Alexandru III cel Rău
Alexandru III cel Rău (le Mauvais) (exécuté par strangulation à Constantinople le 20 mars 1597) est prince de Moldavie en 1592 et de Valachie de 1592 à 1593. La monarchie est élective dans les principautés roumaines de Moldavie et de Valachie, comme en Transylvanie et en Pologne voisines : le prince (voïvode, hospodar ou domnitor selon les époques et les sources) était élu par (et souvent parmi) les boyards : pour être nommé, régner et se maintenir, il s'appuyait sur les partis de boyards et fréquemment sur les puissances voisines, habsbourgeoise, polonaise, russe et surtout ottomane, car jusqu'en 1859 les deux principautés étaient vassales de la « Sublime Porte » ottomane dont elles étaient tributaires.

## Origine
Alexandre se présente comme un fils du prince de Moldavie Bogdan IV Lăpusneanu.

## Règnes
Il est nommé le 7 juin 1592 au trône de Moldavie en remplacement d'Aaron le Tyran qui allait être déposé. Toutefois ce dernier réussit à se maintenir en place et à obtenir un sursis en promettant de régler les dettes contractées pour obtenir le trône.
Alexandre obtient en compensation le trône de Valachie en octobre 1592 à la place d'un autre prince moldave Étienne Ier le Sourd, déposé pour incapacité. Il arrive à Bucarest suivi de ses créanciers. Il pour les satisfaire, il impose à la population valaque des taxations nouvelles (constante de la politique à travers l'histoire économique), si impopulaire que, pour éviter une jacquerie, désigner des boucs émissaires et alléger les créances, il ordonne l'assassinat d'une partie de ses créanciers et des boyards qui les soutenaient, dont le ban de Craiova, Michel le Brave. Les boyards et les marchands le surnomment alors « cel Rău » (le Mauvais). Le bourreau décide cependant de son propre chef d'épargner Michel le Brave, qui saura s'en souvenir. Pour « racheter ses péchés », Alexandre paye en 1592 la restauration du monastère Sainte-Catherine du Sinaï avec des deniers empruntés, mais cela ne lui réussit pas : ses créanciers de Constantinople, ne voyant pas leur argent revenir, obtiennent sa destitution en septembre 1593. Emmené de force à Constantinople s'en expliquer, il est accusé de trahison des clauses de vassalité par la « Sublime Porte » et garroté après cinq ans de détention, le 20 mars 1597. Il est remplacé par Michel le Brave qui avait lui aussi de puissants appuis dans la capitale ottomane.

## Postérité
Alexandre avait eu un fils Petru, mort le 8 juin 1619.

## Sources
- (ro) Constantin C. Giurescu & Dinu C. Giurescu, Istoria Românilor Volume II (1352-1606), Editura Ştiinţifică şi Enciclopedică, Bucureşti, 1976.
- Jean Nouzille La Moldavie, Histoire tragique d'une région européenne, Ed. Bieler,  (ISBN 2-9520012-1-9)